# Dianthus leptoloma
Dianthus leptoloma là loài thực vật có hoa thuộc họ Cẩm chướng. Loài này được Steud. ex A.Rich. mô tả khoa học đầu tiên năm 1847.